# Тіні забутих предків (гурт)
Тіні забутих предків — український рок гурт створений 2000 року.

## Гурт
Ідея створення гурту виникла в 1998 р. Відтоді тривав процес підбору музикантів, однодумців та творення музичних композицій. З 2000 р. починаються виїзди в Карпати, дослідження вірувань, міфології та музики гуцулів. Це вплинуло на подальшу творчу діяльність та підхід, інтерпретацію, вираження блек-металу через призму язичницьких вірувань. Тому в музиці відчувається значний вплив гуцульських народних мотивів, а тексти наповнені закляттями, заговорами, містицизмом, обрядами наших далеких предків. Гурт виконує музику в стилі Pagan Folk Black Metal, місцями з дезовими елементами. Музика колективу тяжка, проте досить мелодійна та гармонійно поєднана з народними елементами.
2005 року Тіні Забутих Предків беруть участь у проекті "Carpathian Might". У цьому збірнику блек-метал музики представлена пісня "Вбий Ряженого!" 
За час існування "Тіні" виступали на багатьох концертах та фестивалях України та записали альбом "Вбий Ряженого"!

## Склад
Гурт заснований в 2000 році гітаристом і вокалістом Ростиславом (Нявич). Склад мінявся неодноразово. 
- Олег Білозор / Роман Шопа – бас-гітара
- Αндрій Копильчак (Терорист) – барабани
- Ростислав Якуц (Нявич) – гітара, чистий спів, музика, лірика
- Сергій Філяк (Сережень) – гітара, вокал (скримінг, гроулінг), музика, лірика

## Дискографія
- «Вбий Ряженого!» (Promo CD, 2007)

- «Shadows of Forgotten Ancestors / Carpathia (Split)» (2008)

Black Art studio представляє спліт гуртів «Тіні Забутих Предків» та «Paganland».
На спліті дебютний альбом Тіней під узагальнюючою тематичною назвою «Carpathia». Це свого роду експеримент з оригінальною інтерпретацією стилю паган, а місцями із синтезом інших стилів. Музика поєднується із «забутими», старими гуцульськими та ширше — індоєвропейськими містеріями.
| #     | Назва                         | Автор слів           | Тривалість |
| ----- | ----------------------------- | -------------------- | ---------- |
| 1.    | «Podolianochka»               | PaganLand            |            |
| 2.    | «Nightforest»                 | PaganLand            |            |
| 3.    | «Bretheren People Of Freedom» | PaganLand            |            |
| 4.    | «Intro»                       | Тіні забутих предків |            |
| 5.    | «Звірячий Місяць»             | Тіні забутих предків |            |
| 6.    | «Вбий Ряженого»               | Тіні забутих предків |            |
| 7.    | «Сопілка»                     | Тіні забутих предків |            |
| 8.    | «Закляття Плакуна»            | Тіні забутих предків |            |
| 9.    | «Котилася Сварга»             | Тіні забутих предків |            |
| 10.   | «Мракобісся»                  | Тіні забутих предків |            |
| 11.   | «Вольні во Язицех»            | Тіні забутих предків |            |
| 12.   | «Outro»                       | Тіні забутих предків |            |
| 55:42 |                               |                      |            |